# Алонте
Алонте (итал. Alonte) — коммуна в Италии, располагается в провинции Виченца области Венеция.
Население составляет 1560 человек (2008 г.), плотность населения составляет 156 чел./км². Занимает площадь 10 км². Почтовый индекс — 36045. Телефонный код — 0444.
Покровителем коммуны почитается священномученик Власий Севастийский, празднование 3 февраля.

## Демография
Динамика населения:

## Администрация коммуны
- Официальный сайт: http://www.comune.alonte.vi.it/